# NGC 6759
NGC 6759 ist eine Spiralgalaxie vom Hubble-Typ S im Sternbild Drache am Nordsternhimmel. Sie ist schätzungsweise 118 Millionen Lichtjahre von der Milchstraße entfernt und hat einen Durchmesser von etwa 35.000 Lichtjahren.
Im selben Himmelsareal befindet sich u. a. die Galaxie NGC 6764.
Das Objekt wurde im Juli 1865 von Auguste Voigt entdeckt.